# Coridorul Jiului
Coridorul Jiului este o arie protejată (arie specială de conservare — SAC, sit de importanță comunitară — SCI) din România, desemnată în scopul protejării biodiversității și menținerii într-o stare de conservare favorabilă a florei spontane și faunei sălbatice, precum și a habitatelor naturale de interes comunitar aflate în arealul zonei de protecție. Aceasta se întinde pe o suprafață de de 71.362,7 ha, integral pe uscat.

## Localizare
Situl se întinde pe teritoriile administrative ale județelor Dolj (Almăj, Bechet, Bistreț, Braloștița, Bratovoești, Breasta, Bucovăț, Calopăr, Cârna, Călărași, Coțofenii din Dos, Coțofenii din Față, Craiova, Dăbuleni, Dobrești, Drănic, Filiași, Gângiova, Ghindeni, Gighera, Malu Mare, Mârșani, Măceșu de Jos, Ostroveni, Podari, Rojiște, Sadova, Scăești, Segarcea, Teasc, Țuglui, Valea Stanciului, Vârvoru de Jos), Gorj (Țânțăreni, Aninoasa, Bărbătești, Bâlteni, Brănești, Brănești, Drăguțești, Țicleni, Ionești, Negomir, Plopșoru, Săulești, Turburea, Turceni, Urdari), Mehedinți (Butoiești) și Olt (Ianca). Centrul sitului Coridorul Jiului este situat la coordonatele 43°50′16″N 23°37′11″E / 43.837814°N 23.619772°E.

## Înființare
Coridorul Jiului (ROSCI0045) a fost declarat sit de importanță comunitară în decembrie 2007 pentru a proteja 2 specii de plante și 23 de specii de animale. Situl a fost protejat și ca arie specială de conservare în mai 2022. Acesta include rezervațiile naturale Locul fosilifer Gârbovu, Locul fosilifer Drănic și Locul fosilifer Bucovăț.

## Biodiversitate
Situată în ecoregiunea continentală, aria protejată conține 18 habitate naturale: Stepe și mlaștini sărate panonice, Ape stătătoare oligotrofe până la mezotrofe, cu vegetație de Littorelletea uniflorae și/sau de Isoëto-Nanojuncetea, Ape puternic oligomezotrofe cu vegetație bentonică cu Chara spp., Lacuri eutrofice naturale cu vegetație de tip Magnopotamion sau Hydrocharition, Cursuri de apă de la nivel de câmpie la nivel montan, cu vegetație Ranunculion fluitantis și Callitricho-Batrachion, Râuri cu maluri nămoloase cu vegetație de Chenopodion rubri p.p. și Bidention p.p., Păduri de fag Asperulo-Fagetum, Păduri de stejar și carpen Galio-Carpinetum, Păduri aluvionare cu Alnus glutinosa și Fraxinus excelsior (Alno-Padion, Alnion incanae, Salicion albae), Păduri mixte riverane de Quercus robur, Ulmus laevis și Ulmus minor, Fraxinus excelsior sau Fraxinus angustifolia, de-a lungul marilor râuri (Ulmenion minoris), Păduri stepice euro-siberiene cu Quercus spp., Păduri panonice-balcanice de stejar turcesc - stejar sesil, Păduri de stejar și de carpen dacice, Galerii de Salix alba și de Populus alba, Pajiști calcaroase din nisipuri xerice, Liziere de ierburi înalte hidrofile de câmpie și de nivel montan până la alpin, Pajiști aluvionare inundabile, de Cnidion dubii, Fânețe de joasă altitudine (Alopecurus pratensis, Sanguisorba officinalis).
La baza desemnării sitului se află mai multe specii protejate:
- plante (2): Eleocharis carniolica, Marsilea quadrifolia
- amfibieni (3): buhai de baltă cu burta roșie (Bombina bombina), triton cu creastă (Triturus cristatus), triton cu creastă dobrogean (Triturus dobrogicus)
- mamifere (2): vidră de râu (Lutra lutra), popândău (Spermophilus citellus)
- nevertebrate (5): Carabus hungaricus, Coenagrion ornatum, libelule (Leucorrhinia pectoralis), rădașcă (Lucanus cervus), Pholidoptera transsylvanica
- pești (12): scrumbie de Dunăre (Alosa immaculata), avat (Aspius aspius), Cobitis taenia Complex, răspăr (Gymnocephalus schraetzer), țipar (Misgurnus fossilis), săbiță (Pelecus cultratus), boarță (Rhodeus amarus), porcușor de nisip (Romanogobio kesslerii), porcușor de șes (Romanogobio vladykovi), dunăriță (Sabanejewia bulgarica), fusar (Zingel streber), pietrar (Zingel zingel)
- reptile (1): țestoasa de baltă (Emys orbicularis)